# Michael Hogg
Michael Hogg (Bristol, 10 de julio de 1994), es un jugador español nacido en Reino Unido de rugby que se desempeña como tercera línea, juega en el Real Ciencias de la División de Honor de España y es internacional absoluto con la Selección Española, donde acumula 12 caps.

## Biografía
Nacido en el Reino Unido, Michael Hogg creció en Gaucín, Andalucía, donde se formó en el Marbella RC. Tras pasar por las selecciones juveniles autonómica y nacional andaluza, debutó en el campeonato de España en 2014 con los colores del Complutense Cisneros. Con los colores de su club, llegó a la final de la Copa de España en 2015 y disputó la Supercopa, repitiendo la final de Copa, contra el VRAC.
Después de haber tenido su mejor temporada bajo los colores de Cisneros, con ocho ensayos anotados, dejó el club en la pretemporada de 2017 para incorporarse al FC Barcelona. Rápidamente se consagró como titular indiscutible del equipo catalán.   En 2019 se convirtió en internacional español durante la Eurocopa.